# Feng Panfeng
Feng Panfeng (chinesisch 馮攀峰 / 冯攀峰, Pinyin Féng Pānfēng; * 20. Dezember 1989 in Pizhou, Xuzhou, Provinz Jiangsu) ist ein chinesischer Para-Tischtennisspieler der Wettkampfklasse TT3. Er ist fünffacher Paralympiasieger, achtfacher Asienmeister, dreifacher Weltmeister und zählt mit zahlreichen weiteren Titeln zu den besten Spielern seiner Klasse. Seit November 2019 steht er durchgehend auf Platz 1 der IPTTF-Weltrangliste.

## Werdegang
Feng Panfeng wurde in seiner Kindheit Opfer von Poliomyelitis und bestreitet deshalb nationale und internationale Turniere in der Klasse TT3. Er begann im Jahr 2000, also im Alter von zehn Jahren mit dem Tischtennissport. Sein Debüt auf internationalem Boden gab er im Jahr 2003. Hier nahm er an kleineren Turnieren teil, wo er bereits einige Medaillen erringen konnte. Zu diesem Zeitpunkt befand er sich auf Platz 28 der Weltrangliste. Im Januar 2007 kam er erstmals unter die Top 10. Wegen guter Leistungen konnte er sich so für die Paralympischen Spiele 2008 qualifizieren, wo er Jean-Phillipe Robin schlug und so Gold holte. 2012 und 2016 sicherte er sich sowohl im Einzel als auch mit der Mannschaft Gold. 2019 errang Feng unter anderem den 1. Platz bei den Dutch und China Open.

## Titel und Erfolge im Überblick

### Paralympische Spiele
- 2008 in Peking: Gold in der Einzelklasse 3, Bronze mit der Mannschaft in Klasse 3
- 2012 in London: Gold in der Einzelklasse 3, Gold mit der Mannschaft in Klasse 3
- 2016 in Rio de Janeiro: Gold in der Einzelklasse 3, Gold mit der Mannschaft in Klasse 3
- 2021 in Tokio: Gold in der Einzelklasse 3
- 2024 in Paris: dreimal Gold: in der Einzelklasse 3, im Doppel MD8 (zusammen mit Cao Ningning), im gemischten Doppel XD7 (zusammen mit Zhou Ying)

### Asienmeisterschaften
- 2013 in Peking: Gold in der Einzelklasse 3, Gold mit der Mannschaft in Klasse 3
- 2015 in Amman: Gold in der Einzelklasse 3, Gold mit der Mannschaft in Klasse 3
- 2017 in Peking: Gold in der Einzelklasse 3, Gold mit der Mannschaft in Klasse 3
- 2019 in Taichung: Gold in der Einzelklasse 3, Gold mit der Mannschaft in Klasse 3

### Asienspiele
- 2010 in Guangzhou: Gold in der Einzelklasse 1–3, Gold mit der Mannschaft in Klasse 1–3
- 2014 in Incheon: Gold in der Einzelklasse 3, Gold mit der Mannschaft in Klasse 1–3
- 2018 in Jakarta: Gold in der Einzelklasse 3, Gold mit der Mannschaft in Klasse 3

### Weltmeisterschaften
- 2010 in Gwangju: Gold in der Einzelklasse 3
- 2014 in Peking: Gold in der Einzelklasse 3, Silber mit der Mannschaft in Klasse 3
- 2018 in Lasko: Gold in der Einzelklasse 3

## Privat
Feng Panfeng ist mit Gu Gai verheiratet. Zusammen hat das Paar einen Sohn.